# Верхнее (Львовская область)
Ве́рхнее (укр. Верхнє, пол. Butelka Wyżna) — село в Карпатах, в Борынской поселковой общине Самборского района Львовской области Украины. Население составляет 877 жителей.

## История
В 1946 г. указом ПВС УССР село Ботелка Вижняя переименовано в Верхнее.

## Население
- 1880—1132 вместе с Нижним (католиков 17, грекокатоликов — 507 (в Верхнем) и 542 (в Нижнем), иудеев 66)[2].
- 1921—649 жителей.
- 1970—912 жителей, 206 дворов.[3]
- 1989—881 (445 муж., 436 жен.)[4]
- 2001—877[5].